# عمالة مراكش
عمالة مراكش هي عمالة في جهة مراكش آسفي، وهي تضم 005 323 1 نسمة، حسب الإحصاء العام للسكان والسكنى لسنة 2014.

## التقسيم الإداري
تتكون عمالة مراكش من جماعتين حضريتين و13 جماعة قروية:
|                         | الجماعات الحضرية والقروية   | المقاطعات                                                                                        | الملحقات الإدارية |
| ----------------------- | --------------------------- | ------------------------------------------------------------------------------------------------ | --- |
|                         | مراكش (جماعة حضرية)         | مقاطعة جليز                                                                                      | ملحقة جليز ملحقة رياض السلام ملحقة الداوديات ملحقة أمرشيش ملحقة إسيل ملحقة الإزدهار ملحقة الحي الشتوي ملحقة الحي العسكري |
| مقاطعة المنارة          | مراكش (جماعة حضرية)         | ملحقة المنارة ملحقة المسيرة ملحقة أزلي ملحقة أسكجور ملحقة الانارة ملحقة المحاميد ملحقة سيدي غانم | |
| مقاطعة مراكش المدينة    | مراكش (جماعة حضرية)         | ملحقة جامع الفنا ملحقة الباهية ملحقة باب دكالة ملحقة باب تاغزوت ملحقة باب اغمات                  | |
| مقاطعة النخيل           | مراكش (جماعة حضرية)         | ملحقة النخيل الشمالي ملحقة النخيل الجنوبي                                                        | |
| مقاطعة سيدي يوسف بن علي | مراكش (جماعة حضرية)         | ملحقة س.ي.ب.ع الشمالي ملحقة س ي ب ع الجنوبي ملحقة س ي ب ع الوسطى ملحقة الحي الجديد               | |
|                         | المشور القصبة (جماعة حضرية) |                                                                                                  | |
| دائرة الأوداية          | الأوداية                    |                                                                                                  | |
| دائرة الأوداية          | أيت إيمور                   |                                                                                                  | |
| دائرة الأوداية          | أكفاي                       |                                                                                                  | |
| دائرة الأوداية          | سيدي الزوين                 |                                                                                                  | |
| دائرة سعادة             | سعادة                       |                                                                                                  | |
| دائرة سعادة             | السويهلة                    |                                                                                                  | |
| دائرة سعادة             | تسلطانت                     |                                                                                                  | |
| دائرة البور             | المنابهة                    |                                                                                                  | |
| دائرة البور             | أولاد دليم                  |                                                                                                  | |
| دائرة البور             | حربيل                       |                                                                                                  | |
| دائرة الويدان           | الويدان                     |                                                                                                  | |
| دائرة الويدان           | أولاد حسون                  |                                                                                                  | |
| دائرة الويدان           | واحة سيدي ابراهيم           |                                                                                                  | |